# Paul Perroud
Pour les articles homonymes, voir Perroud.
Paul Henri François Perroud, né le 14 décembre 1925 à La Combe-de-Lancey et mort le 25 février 2015 à La Tronche, est un géodésien et explorateur français.

## Biographie
Perroud prend part en 1948-1949 aux campagnes d'été au Groenland des Expéditions polaires françaises comme géodésien et cartographe. Avec Jean Nevière, il étudie en 1949 le Eqip Sermia (glacier de l'Eqe). En 1951, il participe à la campagne d'été en Terre Adélie. Lors de l'expédition TA 4, deux raids successifs en véhicules chenillés en juin, puis en septembre-octobre 1951 de l'archipel de Pointe-Géologie, lui donne l'occasion d'établir un premier réseau géodésique. 
En 1952-1953 à des campagnes d'été en Arctique.
Il est maire de La Combe-de-Lancey de 1971 à 1989,,.

## Publication
- 1956 : Expéditions polaires françaises. Missions Paul-Émile Victor. Résultats scientifiques, n°S, III, 1 : Terre Adélie 1951-1952